# MISIA SOUL JAZZ BEST 2020
『MISIA SOUL JAZZ BEST 2020』は、MISIAの通算5枚目のベスト・アルバム。2020年1月22日にアリオラジャパンよりリリースされた。
2020年10月21日に2枚組アナログ盤でリリース。

## 概要
前作より7年ぶりとなるベスト・アルバム。
「SOUL JAZZ」のコンセプトで制作され、代表曲のジャズアレンジに加え新曲4曲を収録。堂本剛、マーカス・ミラー、ラウル・ミドン、MIYACHIが参加。
ニューヨーク在住の黒田卓也を中心に、ニューヨークのミュージシャンを中心に制作された。
第35回 日本ゴールドディスク大賞ジャズ・アルバム・オブ・ザ・イヤー受賞。

### 仕様
「通常盤」「初回生産限定盤A」「初回生産限定盤B」の3形態で発売。
初回生産限定盤には2019年9月に行われたライブツアー「MISIA SOUL JAZZ SWEET & TENDER」の最終公演の模様が収録されたBlu-rayおよびDVD付き。

## チャート成績
2020年2月3日付のオリコン週間アルバムランキングでは初動2万3千枚を売り上げ、週間2位にランクインした。

## 楽曲について
- あなたとアナタ(feat.Tsuyoshi Domoto)
作詞・作曲・ゲストボーカルに堂本剛（KinKi Kids）が参加。堂本が女性アーティストに客演するのは初となる[7]。

## 収録曲
1. Everything
作詞：MISIA／作曲：松本俊明／編曲：黒田卓也、Shota Lee
2. CASSA LATTE
作詞：MISIA、キヨシ／作曲：松井寛／編曲：黒田卓也、Shota Lee
3. 来るぞスリリング(feat.Raul Midon)
作詞：キヨシ／作曲：林田健司／編曲：黒田卓也
4. Mysterious Love(feat.MIYACHI)
作詞：MISIA・MIYACHI／作曲：Shusui、ジョアッキーノ・ロッシーニ、宮田“レフティ”リョウ／編曲：黒田卓也
5. 変わりゆく この街で
作詞：MISIA／作曲：小島英也／編曲：黒田卓也
6. BELIEVE
作詞：MISIA／作曲：佐々木潤／編曲：黒田卓也
7. オルフェンズの涙(feat.Marcus Miller)
作詞：MISIA／作曲：鷺巣詩郎／編曲：黒田卓也
8. キスして抱きしめて
作詞・作曲：MISIA／編曲：黒田卓也
9. 真夜中のHIDE-AND-SEEK
作詞：MISIA／作曲：鷺巣詩郎／編曲：黒田卓也
10. LADY FUNKY
作詞：MISIA、キヨシ／作曲：伊秩弘将／編曲：黒田卓也
11. 陽のあたる場所
作詞：MISIA、佐々木潤／作曲：佐々木潤／編曲：黒田卓也、クレイグ・ヒル
12. あなたとアナタ(feat.Tsuyoshi Domoto)
作詞・作曲：堂本剛／編曲：黒田卓也
13. つつみ込むように…
作詞・作曲：島野聡／編曲：黒田卓也
14. あなたにスマイル
作詞：MISIA／作曲：Ki-Yo／編曲：黒田卓也、Shota Lee
15. 愛はナイフ
作詞：及川眠子／作曲：Shusui、Charl Sahlin／編曲：黒田卓也、Shota Lee
16. アイノカタチ
作詞・作曲：GReeeeN／編曲：黒田卓也

初回限定盤DVD/Blu-ray
1. BELIEVE
2. 来るぞスリリング
3. めくばせのブルース
4. 変わりゆく この街で
5. LADY FUNKY
6. AMAZING LIFE
7. オルフェンズの涙
8. 陽のあたる場所
9. つつみ込むように…
10. MAWARE MAWARE
11. アイノカタチ